# Lars-Arne Staxäng
Lars-Arne Staxäng, född 7 juni 1956 i Tossene församling i Göteborgs och Bohus län, är en svensk politiker (moderat). Han var ordinarie riksdagsledamot 2006–2018, invald för Västra Götalands läns västra valkrets, och tjänstgörande ersättare i riksdagen 2019–2020, denna period för Västra Götalands läns norra valkrets.

## Biografi
Staxäng har även haft en rad förtroendeuppdrag lokalt och i Västra Götalandsregionen. Han satt bland annat i regionfullmäktige och var sjukvårdspolitiker samt ledamot i Kulturnämnden. Han har även arbetat politiskt som oppositionsledare och kommunpolitiker i Lysekils kommun. Staxäng har också suttit med i insynsrådet för länsstyrelsen och i den lokala polisstyrelsen. Han är för närvarande[när?] ledamot i Thordénstiftelsen samt ordförande för Rambo AB.

### Riksdagsledamot
Staxäng var ordinarie riksdagsledamot 2006–2018 och tjänstgörande ersättare i riksdagen för Johan Hultberg 9 september 2019–1 mars 2020.
I riksdagen var han ledamot i socialförsäkringsutskottet 2006–2018 och ledamot i Nordiska rådets svenska delegation 2014–2018. Han var även suppleant i EU-nämnden, miljö- och jordbruksutskottet och utbildningsutskottet, samt extra suppleant i socialutskottet och utbildningsutskottet. Staxäng satt i den parlamentariska pensionsgruppen i riksdagen 2010–2018.[källa behövs]

### Familj
Lars-Arne Staxäng är sonson till Ernst Staxäng, riksdagsledamot och statsutskottets ordförande 1961–1964.[källa behövs]